# Литвинова Айві Вальтерівна
А́йві Вальтерівна Литви́нова (англ. Ivy Litvinova; 1889, Лондон, Велика Британія — 1977, Хов, Велика Британія), уродж. Айві Лоу (англ. Ivy Lowe) — англійська й радянська письменниця, перекладачка, публіцистка. Дружина радянського дипломата й народного комісара закордонних справ СРСР М. М. Литвинова. Дочка єврейських революційних емігрантів з Угорщини.
Писала під прізвищем чоловіка (Айві Литвинова), викладала англійську мову у Військовій академії ім. М. Фрунзе. 1972 року виїхала до Англії, де й померла.
Все життя зберігала громадянство Великої Британії.